# José de Rocha (atleta)
José de Rocha (nascido em 15 de agosto de 1936) é um velocista português. Ele competiu nos 100 metros masculinos nos Jogos Olímpicos de Verão de 1964.